# Guichenotia intermedia
Guichenotia intermedia är en malvaväxtart som beskrevs av C.F.Wilkins. Guichenotia intermedia ingår i släktet Guichenotia och familjen malvaväxter. Inga underarter finns listade i Catalogue of Life.